# Boże, coś Polskę
Boże, coś Polskę (Gott, der Du Polen...) ist ein polnisches Lied und gilt manchmal als die zweite Nationalhymne des Landes neben dem Mazurek Dąbrowskiego.
Es entstand aus der vom britischen God save the King inspirierten Hymne Pieśń narodowa za pomyślność króla (Nationales Lied für das Wohlergehen des Königs) des Dichters Alojzy Feliński und des Komponisten J.N. Kaszewski auf den russischen Zaren aus dem Jahre 1816. Schon ein Jahr später wurde der Refrain innerhalb der polnischen Gesellschaft so verändert, dass nicht mehr die verhasste Teilungsmacht gefeiert wurde. Er lautete von nun an: Gib uns unser Vaterland zurück, o Herr! Den anfänglich zwei Strophen fügte der Dichter Anton Gorecki zwei weitere hinzu. Zugleich begann man das Lied nun nach der Melodie des ursprünglich französischen Marienliedes Serdeczna Matko zu singen. Im russischen Teilungsgebiet wurde die Hymne 1862 verboten. Ein Jahr danach sangen sie die Aufständischen des Januaraufstands unter dem Titel Marseillaise 1863.